# 生物膜法
生物膜法是一种处理污水的好氧生物方法，是一大类生物处理方法的统称。共同的特点是微生物附着在作为介质的滤料表面，生长成为一层由微生物构成的膜。污水与之接触后，其中的溶解性有机污染物被生物膜吸附，进而被微生物氧化分解，转化为H2O、CO2、NH3和微生物细胞质，污水得以净化。生物膜法通常无需曝气，微生物所需氧气直接来自大气。

## 工艺分类
- 生物滤池
- 生物转盘
- 生物接触氧化
- 生物流化床